# Дом отдыха «Живой Ручей»
Дом отдыха «Живой Ручей» — посёлок в Толмачёвском городском поселении Лужского района Ленинградской области.

## История
С 1917 по 1923 год посёлок Живой Ручей находился в составе Преображенского поселкового совета Лужского уезда. В посёлке располагался одноимённый санаторий.
С 1923 по 1927 год — в Толмачёвском сельсовете Толмачёвской волости.
С 1927 года — в составе Лужского района.
C 1 августа 1941 года по 31 января 1944 года Живой Ручей находился в оккупации.
В 1958 году население посёлка и санатория составляло 112 человек.
По данным 1966 года в состав Толмачёвского сельсовета входило местечко Живой Ручей.
По данным 1973 года в состав Толмачёвского сельсовета входил посёлок Живой Ручей.
По данным 1990 года в состав Толмачёвского сельсовета входил посёлок Дом отдыха «Живой Ручей».
В 1997 году в посёлке Дом отдыха «Живой Ручей» Толмачёвской волости проживали 334 человека, в 2002 году — 167 человек (русские — 92 %).
В 2007 году в посёлке Дом отдыха «Живой Ручей» Толмачёвского ГП проживал 171 человек.

## География
Посёлок расположен в центральной части района к северу от автодороги 41А-186 (Толмачёво — автодорога «Нарва»).
Расстояние до административного центра поселения — 7 км.
Расстояние до ближайшей железнодорожной станции Толмачёво — 4 км.
Посёлок находится на правом берегу реки Луга.

## Демография
| 1958 | 1997 | 2007 | 2010 | 2017 |
| ---- | ---- | ---- | ---- | ---- |
| 112  | ↗334 | ↘171 | ↘143 | ↗231 |

## Улицы
Горная, Песчаный проезд, Садовая, Солнечная.